# Mariëlle van Scheppingen
Mariëlle van Scheppingen (2 mei 1973) is een Nederlandse voormalig wielrenster en baanwielrenster. Tijdens de Wereldkampioenschappen wielrennen van 2000 in Plouay behaalde ze een tiende plaats op de tijdrit.
Van Scheppingen is gescheiden en heeft samen met haar voormalig echtgenoot Gianni Romme, voormalig langebaanschaatser, drie kinderen.

## Belangrijkste uitslagen

### Wegwielrennen
1995
Wateringse wielerdag
1997
Wateringse wielerdag
Ronde van Zuid-Friesland
 Nederlands kampioenschap tijdrijden
1998
2e etappe Ster van Walcheren
 Nederlands kampioenschap tijdrijden
1999
 Nederlands kampioenschap tijdrijden
2001
12e etappe Women's Challenge
 Nederlands kampioenschap tijdrijden

### Baanwielrennen
| Jaar  | NK                         | EK              | WK    | Overig |
| Elite | Elite                      | Elite           | Elite | Elite  |
| ----- | -------------------------- | --------------- | ----- | ------ |
| 1995  | achtervolging              |                 |       |        |
| 1996  | achtervolging              |                 |       |        |
| 1997  |                            |                 |       |        |
| 1998  | achtervolging              | 10e omnium duur |       |        |
| 1999  |                            |                 |       |        |
| 2000  |                            |                 |       |        |
| 2001  | achtervolging, puntenkoers |                 |       |        |
| 2002  |                            | 9e omnium duur  |       |        |